# Rhabdophis himalayanus
Espèce
Synonymes
- Tropidonotus himalayanus Günther, 1864
- Natrix speciosus Wall, 1925

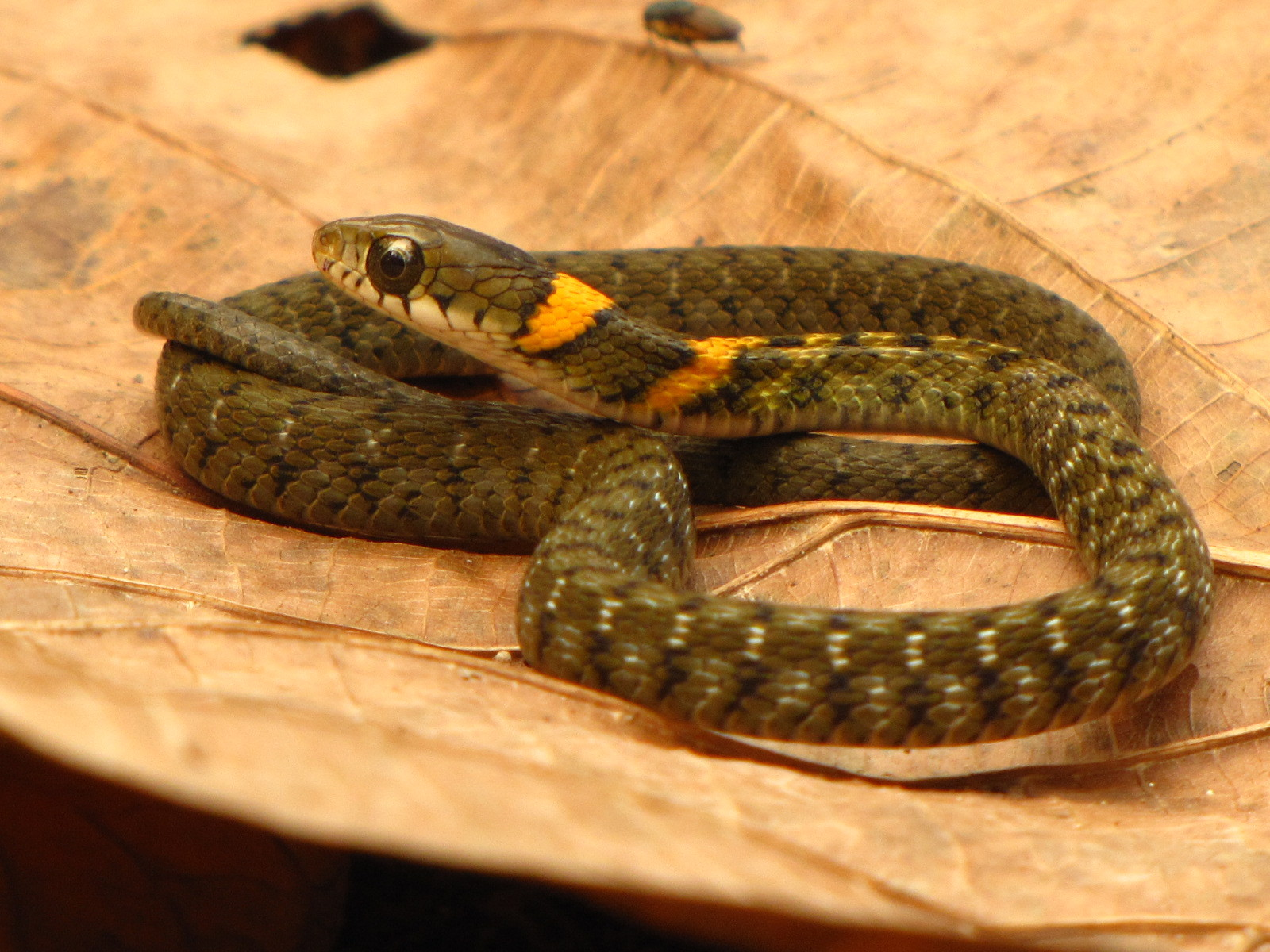

Rhabdophis himalayanus est une espèce de serpents de la famille des Natricidae.

## Répartition
Cette espèce se rencontre :
- dans le nord de la Birmanie ;
- au Bhoutan ;
- au Bangladesh ;
- au Népal ;
- en Inde, dans les États d'Assam, d'Arunachal Pradesh et du Sikkim ;
- en République populaire de Chine au Yunnan et au Tibet.

## Publication originale
- Günther, 1864 : The reptiles of British India, London, Taylor & Francis, p. 1-452 (texte intégral).